# NGC 37
NGC 37 je čočková galaxie vzdálená od nás zhruba 427 milionů světelných let v souhvězdí Fénixe. Se svým průměrem okolo 137 000 světelných let je jen o třetinu větší než naše vlastní Galaxie.